# Fahrplanung
Als Fahrplanung (auch Fahrplankonstruktion bzw. Fahrplanerstellung) bezeichnet man das Anfertigen von Fahrplänen im Öffentlichen Verkehr.

## Geschichte
In den Anfängen der Eisenbahn verkehrten nur Personenzüge nach Fahrplan, während Güterzüge dispositiv eingesetzt wurden. Wurden diese zunächst nur an den Bahnhöfen als Aushangfahrplan veröffentlicht, erschienen bereits in den 40er Jahren des 19. Jahrhunderts die ersten Fahrplansammlungen als Kursbücher.
1846 wurde für die Fahrplanerstellung erstmals der Bildfahrplan angewendet.
Zur Koordinierung Grenzüberschreitender Fahrten in Europa wurden ab 1872 die Europäische Reisezugfahrplankonferenz eingeführt, auf der die Koordinierung der einzelnen nationalen Fahrpläne stattfanden. Diese bestand bis 1996 und wurde durch das Forum Train Europe abgelöst.
August von Borries entwickelte 1887 eine Methode zur Fahrzeitermittlung von Zügen, die ab 1903 als Grundlage der Fahrplanung in Deutschland diente.
Ab dem 1. Juni 1891 führten die deutschen und österreichisch-ungarischen Eisenbahnverwaltungen die Mitteleuropäische Zeit zur Abstimmung der Fahrpläne zunächst intern ein. Diese Zeit wurde mit dem Gesetz betreffend die Einführung einer einheitlichen Zeitbestimmung ab dem 1. April 1893 für das gesamte Deutsche Reich übernommen.
Zur Unterstützung der Planungen wurden erstmals 1893 Reisendenzählungen vorgenommen.
Erstmals 1898 wurden Güterzüge in Deutschland in Zuggattungen eingeteilt.
Für den Rangierdienst wurden ab 1907 Zugbildungs- und Auflösebehelfe erstellt.
Die erste elektronische Fahrzeitenermittlung wurde 1967 durchgeführt.
In den 1980er Jahren war die grafische Rechentechnik soweit ausgereift, dass es zu ersten Versuchen mit elektronischen Bildfahrplankonstruktionsprogrammen kam. So bei den SBB mit SYFA (System Fahrplan), bei den ÖBB mit RUF (Rechnerunterstützte Fahrplanerstellung), bei der DR mit TEFA (Technologen-Arbeitsplatz Fahrplanbearbeitung) und bei der DB mit IFB (Interaktive Fahrplan-Bearbeitung).

## Aufgaben
Die Fahrplanung dient dazu, die Trassenwünsche zu koordinieren, Informationen über den gewünschten Soll-Betriebszustand zu liefern und Informationen für die Kunden des Infrastrukturunternehmens zu liefern. Die DB InfraGO AG bezeichnet diesen Vorgang deshalb auch als Trassenmanagement.
Sie ist im Planungsablauf der Linienplanung nachgelagert und der Umlaufplanung vorgelagert. Damit stellt sie das Bindeglied zwischen der längerfristigen Angebotsplanung und der kurzfristigen Betriebsplanung dar.
Als Ergebnisse der Fahrplanung werden zum einen Fahrplaninformationsmedien für die Kunden erstellt, zum anderen für innerbetriebliche Zwecke Bildfahrpläne, EBuLa- und Langsamfahrstellen-Daten, Buchfahrplanhefte, Zugverzeichnisse und weitere Fahrplanunterlagen wie Fahrplananordnungen, Fahrpläne für Zugmeldestellen und Schrankenposten sowie Streckenfahrpläne.

## Planungshorizont
Im strategischen Bereich werden im Vorfeld von Infrastrukturänderungen Fahrplanvarianten durch die „Langfristfahrplanung“ (d. h. für fünf bis 30 Jahre) erarbeitet und Kapazitätsanalysen durchgeführt.
Größter Planungsaufwand wird für die „Netzfahrpläne“ bzw. „Jahresfahrpläne“ aufgewendet. Zwischen Trassenanmeldung und Veröffentlichung liegen hierbei etwa zwei Jahre. Dieser Fahrplan wird dabei meist etwa zur Hälfte des Fahrplanjahres zum „kleinen Fahrplanwechsel“ angepasst.
Kürzere Planungshorizonte haben „Baufahrpläne“, die geänderte Zugfolgen im Rahmen von Baumaßnahmen erfassen. Am kurzfristigsten werden Sonderfahrten geplant. Hierbei kann es zu Planungsvorläufen von unter einem Tag zwischen Trassenanmeldung und Zugfahrt kommen.

## Vorgehen

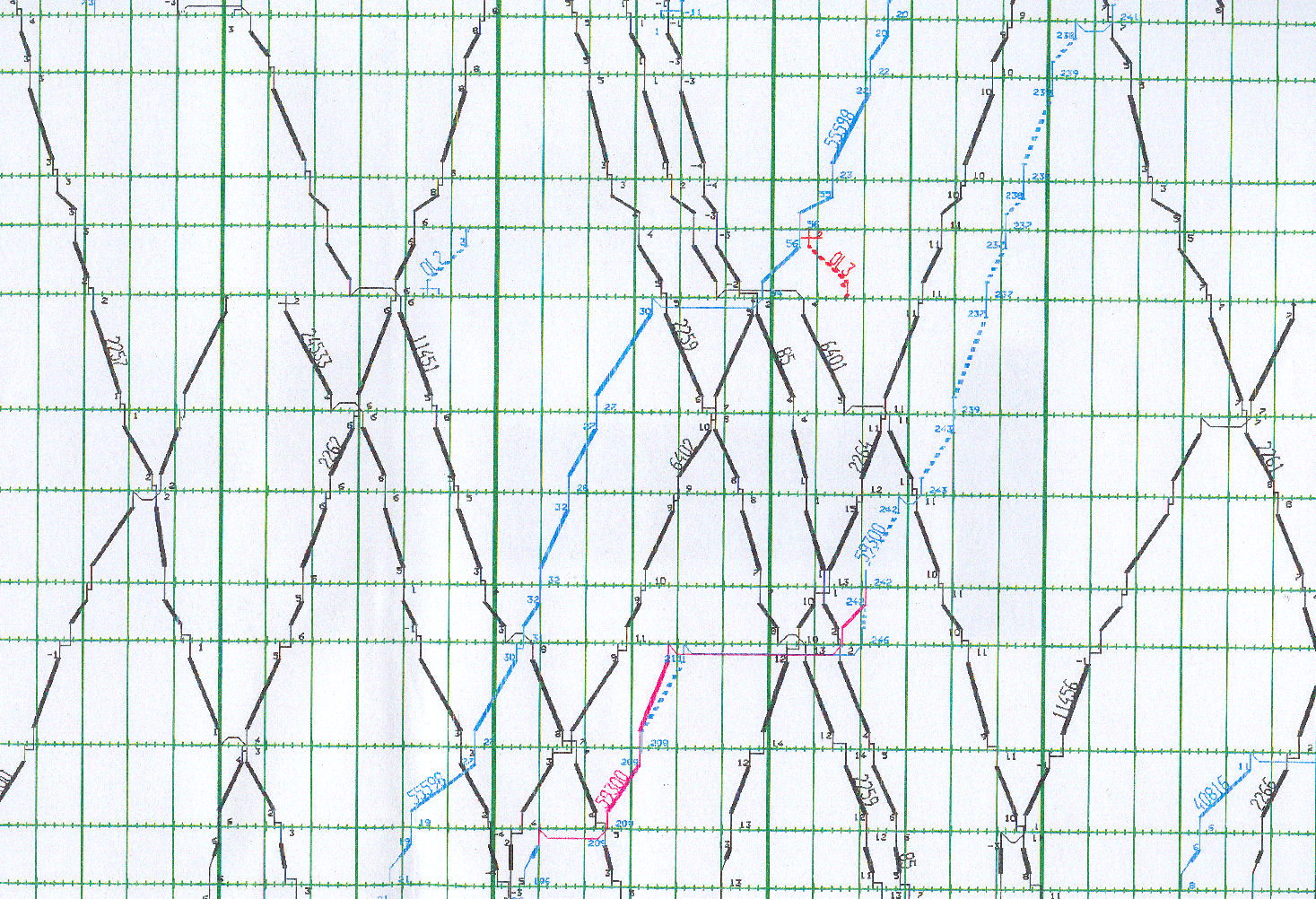
Stehender Bildfahrplan. Die Wegachse ist stehend, die Zeitachse liegend.

### Bahnverkehr
In öffentlichen landesweiten Bahnnetzen erstreckt sich der Prozess der Netzfahrplanung über mehrere Jahre hinweg. Hier sollen verschiedenste Interessen der Nutzer, dargelegt in den Trassenwünschen, und das Interesse des Infrastrukturbetreibers nach optimaler Ausnutzung seiner Anlagen berücksichtigt und miteinander zu einem gültigen Fahrplan verknüpft werden. Hinzu kommen noch Abstimmungen mit benachbarten Bahnnetzen, wie sie etwa bei der Europäischen Reisezugfahrplankonferenz stattfand bzw. heute bei Eisenbahnverkehrsunternehmen Forum Train Europe bzw. bei Eisenbahninfrastrukturunternehmen im RailNetEurope stattfindet.
Eingangsgrößen der Bahn-Fahrplanung kann die vorhandene Infrastruktur, die Trassenwünsche, die gewünschten Fahrstrecken und Haltestellen- und Fahrzeugausstattungen der Züge, sowie die Kenntnis über geplante Veränderungen in der Infrastruktur, wie etwa durch Baustellen, umfassen.
Aus diesen werden mittels fahrdynamischer Rechnungen Weg-Zeit-Linien für einen Bildfahrplan berechnet. Diese geschieht etwa seit den 1960er Jahren mit Hilfe von elektronischen Rechnern. Durch verschiedene Einflüsse kann es in der Betriebsdurchführung darüber hinaus zu Fahrplanabweichungen von diesem Soll-Fahrplan kommen, die außerplanmäßige (dispositive) Eingriffe der Stellen (z. B. Fahrdienstleiter) erforderlich machen. Als Ausgleich für derartige außerplanmäßige Abweichungen werden bei der Trassenkonstruktion auf die reine Fahrzeit, also die kürzestmögliche Fahrzeit unter typischen Bedingungen, die sogenannten Regelzuschläge gegeben. Zum Ausgleich von Baumaßnahmen wird gegebenenfalls noch der sogenannte Bauzuschlag gegeben. Diese Zeiten ergeben zusammengenommen die sogenannte Zeit-Wege-Linie des Zuges. Da eine exakte Bestimmung dieser Zeitanteile aufwändig ist und oft in dieser Detaillierung nicht benötigt wird, werden sie teilweise durch Pauschalbeträge abgeschätzt. Die Zeit-Wege-Linie beschreibt in einem zweidimensionalen Koordinatensystem zu welcher Zeit der Zug wo auf der Strecke ist.
In der klassischen Form der streckenfeinen Fahrplankonstruktion werden diese Weg-Zeit-Linien durch Einlegen, Verschieben und Biegen (Verlangsamen) in einen Bildfahrplan so angeordnet, dass sich die Züge möglichst dicht hintereinander folgen. Dabei wird angenommen, dass in der betrieblichen Durchführung der Zugfahrt die Methode Fahren im Blockabstand mit ortsfesten Blockabschnitten verwendet wird und sich die Zugfahrten somit nicht beliebig dicht folgen können. Zur Abschätzung der Mindestzugfolgezeit für eine gegebene Zugfolge werden unterschiedliche Verfahren verwendet. In hochbelasteten Schienennetzen wird die Belegungszeit jedes Blockabschnittes je Zugfahrt individuell berechnet. Bei geringeren Ansprüchen an die Genauigkeit werden die Belegungszeiten für verschiedene Zuggruppen abgeschätzt, jede Zuggruppe hat dabei möglichst homogene fahrdynamische Eigenschaften. Die einzelnen Belegungszeiten einer Zugfahrt bilden die Sperrzeitentreppe. Diese Sperrzeitentreppen, zuzüglich Pufferzeiten, dürfen sich nicht überschneiden, da sonst die Mindestzugfolgezeit unterschritten wird und ein Zugfolgekonflikt entsteht. Dies geschah bis in die 1990er Jahre mit Mitteln des technischen Zeichnens, d. h. mit Papier, Lineal und Bleistift, seitdem wird dies durch Computerprogramme unterstützt. Diese Konfliktfreiheit ist dabei einer der Grundsätze in der Konstruktion des Netzfahrplans. Sie bedeutet, dass Züge in einem Netz mit Zügen, die maximal um die Pufferzeit verspätet sind, stets unbehindert verkehren können. Diese Forderung wird bei Gelegenheitsverkehren aufgrund der bereits hohen Netzausnutzung und der wenigen Verkehrstage nur aufgeweicht umgesetzt.
Bei der Erstellung von Taktfahrplänen wird darüber hinaus noch auf die sogenannte Symmetrie geachtet. Bildlich gesprochen bedeutet dies, dass für die Erzeugung des Gegenzuges der Basiszug in einem Bildfahrplan an der Mitte Streckenachse gespiegelt wird. Mathematisch ausgedrückt bedeutet dies, dass die Summe der jeweiligen Durchfahrtszeitpunkte eines Zuges und seines Gegenzuges zusammen ein Vielfaches der Taktzeit ergeben.
Für die detaillierte Planung von Gleisbelegungen in Bahnhöfen werden detailliertere gleisgenaue Bahnhofs-Bildfahrpläne verwendet.
Die Ergebnisse der Fahrplanung werden unter anderem in Form von Tabellenfahrplänen, Bildfahrplänen oder Netzgrafiken festgehalten.
Rechtliche Grundlage und Regelungen zur Netzfahrplanerstellung liefern in Deutschland die §§ 52 und 53 des Eisenbahnregulierungsgesetzes (ERegG), in denen insbesondere Rangfolgen definiert sind, nach denen Trassenwünsche zu bevorzugen sind. Niederrangigere Trassenwünsche wird dazu Angebot einer zeitlichen oder räumlichen Verschiebung gegeben. Im Falle gleichrangiger Trassenanmeldungen und einer nicht erzielbaren Einigung greift das Höchstpreisverfahren nach § 52 Abs. 8 ERegG. Hierbei erhält diejenige Trasse den Zuschlag, deren Anmelder das höchste Entgelt zu zahlen bereit ist.

#### Deutsche Bahn AG
Beispielhaft sei hier der Zeitliche Ablauf der Netzfahrplanerstellung bei der DB InfraGO dargestellt:
- 18 Monate vor Fahrplanwechsel: Festlegung der Infrastrukturdatengrundlage
- 17 Monate vor Fahrplanwechsel: Information an Eisenbahnverkehrsunternehmen über Planungsprämissen
- 8 – 9 Monate vor Fahrplanwechsel: Abgabe der Trassenanmeldungen bis zum zweiten Montag im April
- 6 – 7 Monate vor Fahrplanwechsel: Erarbeitung des vorläufigen Netzfahrplanentwurfs binnen etwa 50 Arbeitstage durch ca. 140 Fahrplankonstrukteure
- 5 Monate vor Fahrplanwechsel: Übergabe des vorläufigen Netzfahrplanentwurfs an die Eisenbahnverkehrsunternehmen am 1. Montag im Juli und Bearbeitung von Einwänden
- 4 Monate vor Fahrplanwechsel: Übergabe des endgültigen Netzfahrplanentwurfs
- 3,5 Monate vor Fahrplanwechsel: Annahme bzw. Endgültige Ablehnung der Trassen durch die Eisenbahnverkehrsunternehmen
- Fahrplanwechsel am zweiten Samstag im Dezember 24 Uhr[12]

Für den mittelfristigen Kapazitätsbedarf schloss die damalige DB Netz mit ihren Kunden seit 2006 Rahmenverträge über in der Regel fünf Jahre ab, aktuell werden keine Rahmenverträge mehr angeboten. Trassenanmeldungen mit Rahmenvertragsbezug werden in der Netzfahrplanung bei konkurrierenden Trassenwünschen bevorzugt berücksichtigt. Für die 3. Rahmenvertragsperiode 2016–2020 wurden insgesamt 20.911 Kapazitätsanmeldungen getätigt. In 90 Fällen waren Entscheidungsverfahren notwendig.

#### Schweiz
Um eine unabhängige Trassenvergabe zu sichern gründeten die Bahnunternehmen SBB, der BLS und der SOB sowie der VöV Anfang 2006 die Trasse Schweiz AG. Diese war für die Fahrplanung auf dem Streckennetz der drei Bahnunternehmen zuständig, die mit ihrem Streckennetz 94 % des schweizerischen Normalspurnetzes abdecken. Mit 10 Mitarbeitern bearbeitete das Unternehmen 2013 insgesamt 13.500 Trassenanträge von 19 Eisenbahnverkehrsunternehmen.
Seit 1. Januar 2021 übernahm die bisherigen Aufgaben der Trasse Schweiz AG die neu gegründete Schweizerische Trassenvergabestelle, eine Anstalt des öffentlichen Rechts. Die neu gegründete Stelle ist für das gesamte interoperable Normalspurnetz zuständig, außerdem für die Bahnstrecke Emmenbrücke–Lenzburg und die Bahnstrecke Zürich–Zürich Giesshübel. Nicht zuständig ist die Trassenvergabestelle für das Meter- und Schmalspurbahnnetz sowie österreichische und deutsche Grenzbetriebsstrecken auf dem Gebiet der Schweiz.

### ÖPNV
In kleineren ÖPNV-Netzen geschieht die Fahrplanung in der Regel kurzfristig. Hierbei nutzt im Straßenbahn-/Stadtbahn-/U-Bahn-Verkehr meist nur ein einziger Betrieb die Infrastruktur. Außerdem herrschen im Busverkehr geringere Abhängigkeiten als im Schienenverkehr. Aus diesen Gründen kann hier schneller und umfangreicher aus betriebswirtschaftlichen Gründen auf Nachfrageschwankungen reagiert werden. Neuere Ansätze und Projekte untersuchen wie Künstliche Intelligenz zur effizienteren Planung verwendet werden kann.

### Mathematische Optimierung
Eine weitere Methode ist das mathematische Herangehen mittels Fahrplangraph. Hierbei werden die Randbedingungen in einen Graphen zusammengefasst. Eine optimale Lösung dieses Fahrplangraphens ist wegen der vielfältig verknüpften Bedingungen schwierig bis unmöglich. Aus diesen Gründen müssen oft Randbedingungen aufgeweicht werden, um zulässige Fahrpläne zu erhalten. Wird mit diesen Fahrplangraphen ein streng getakteter Fahrplan beschrieben, entsteht das Periodic Event Scheduling Problem (PESP). Wegen seiner NP-Schwere ist dies besonders schwer zu berechnen.

## Computergestützte Fahrplanung
Die meisten Fahrplanprogramme zielen heute auf eine Unterstützung der Fahrplaner ab. Hierbei wird oft die klassische Arbeitsweise des manuellen Konstruierens aufgegriffen, so etwa beim seit dem Jahresfahrplan 1996/97 bei der Deutschen Bahn eingeführten FAKTUS/RUT-0 des Verkehrswissenschaftlichen Instituts der RWTH Aachen zur elektronischen Trassenkonstruktion. Dies war weltweit der erste Netzfahrplan der komplett auf eine rein sperrzeittreppenbasierte Erstellung basierte.
Auch die aus demselben Haus stammenden Programme für eisenbahnbetriebswissenschaftliche Untersuchungen Strele (Streckenleistungsfähigkeit), STRESI (Fahrplanerstellung und Betriebssimulation) bzw. ihrem Nachfolger LUKS folgen diesem Aufbau.
Besonders bei der Erstellung von Taktfahrplänen wird das 1996 entstandene Programm Viriato der Firma SMA und Partner aus der Schweiz eingesetzt.
Neben diesem mit makroskopischer Infrastruktur arbeitenden Programm wird bei den Schweizerischen Bundesbahnen seit dem Fahrplanjahr 2010 auch das mit mikroskopischer Infrastruktur arbeitende Netzweite Trassen-System NeTS benutzt.
Daneben ist im deutschsprachigen Raum das Programm Fahrplanbearbeitungssystem FBS von iRFP verbreitet. Dies ist bei fast allen privaten Nahverkehrs-EVU, dem Anbieter Flixtrain oder auch DB Regio und der ÖBB Personenverkehr im Einsatz.
Die Dänischen Staatsbahnen (DSB) und Banedanmark setzen seit 2002 das von der HaCon GmbH entwickelte Train Planning System (TPS) für ihre Fahrplanung ein. Dieses Programm wird darüber hinaus in Großbritannien vom Infrastrukturbetreiber Network Rail und 220 weiteren Bahnunternehmen benutzt. In Frankreich findet es bei den Infrastrukturbetreiber RFF und TP Ferro und der staatlichen Eisenbahngesellschaft SNCF Verwendung. Seit 2013 setzt Bane NOR (bis 2016 als Jernbaneverket) in Norwegen dieses Programm ein.
Zum Datenaustausch zwischen den Programmen gibt es mehrere Datenformate. Größte Initiative zur Vereinheitlichung dieser Schnittstelle ist dabei das seit 2002 (anfangs vom Fraunhofer IVI und der ETH Zürich entwickelte) railML-Format, wobei für den Austausch von Fahrplandaten noch die Versionslinie 2.x dominiert.
Im Städtischen und Regionalbus-Verkehr kommen unter anderem die Programme Mobile Plan von der Init AG, IVU.Plan von IVU Traffic Technologies oder epon der ISIDATA GmbH zum Einsatz. Im Gegensatz zum Bahnsektor treten hier fahrdynamische Berechnungen in den Hintergrund und linienplanerische, umlaufplanerische und dienstplanerische Gesichtspunkte in den Vordergrund.
Wie im Bahnsektor ist auch hier der Dateiaustausch zwischen den einzelnen Programmen wichtig. Daher wurde vom Verband Deutscher Verkehrsunternehmen eine Initiative zur Vereinheitlichung der Datenaustausch-Schnittstelle gestartet.

### Automatische Fahrplanung
Erste Ansätze zur automatischen Fahrplanberechnung wurden in den Niederlanden durch die TU Delft mit dem Programm DONS gemacht. Dieses konnte den am 10. Dezember 2006 beginnenden Fahrplan für die Niederländische Eisenbahn im 1-Stunden-Takt berechnen. Dabei wurden sowohl die Zugfahrten zwischen den Halten, die Gleisbelegung innerhalb der Bahnhöfe, die Umlaufpläne als auch die Dienstpläne berechnet.
Einen ähnlichen Erfolg erzielte eine Forschungsgruppe an der TU Berlin, das die Fahrplanung für den U-Bahn Verkehr in Berlin löste.
Mit dem Programmsystem TAKT wird an der TU Dresden ein Fahrplanprogramm entwickelt, mit dem erstmals deutschlandweite Fahrpläne für die Langfristfahrplanung der DB InfraGO erstellt werden können.
In der Adhoc-Fahrplanung für den Güterverkehr wird bei der DB InfraGO seit dem Jahr 2019 mit „Click & Ride“ ein dort entwickeltes und vollautomatisch arbeitendes Programm genutzt, welches die einfache Trassenanmeldung mittels Webbrowser und Vorlaufzeiten von weniger als einer Stunde ermöglicht. Die Entwicklung dieses Programms wurde durch das Bundesministerium für Verkehr und Infrastruktur mit einem zweistelligen Millionenbetrag gefördert.